# Atlanta (Luizjana)
Atlanta – wieś w Stanach Zjednoczonych, w stanie Luizjana, w parafii Winn.